# Invincible (còmic)
Invincible és un còmic de publicació mensual creat pel guionista Robert Kirkman i el dibuixant Cory Walker per a Image Comics. Va començar la seva publicació als Estats Units al gener de 2003. Una adaptació de televisió animada va començar a emetre's a Amazon Prime Video el 25 de març de 2021, amb subtítols en català.
A Espanya va aparèixer en castellà de mans d'Aleta Ediciones al desembre de 2003 sota el nom d'Invencible en format de sèries limitades sense periodicitat definida. Després de l'acord pel qual Aleta Ediciones seria distribuïda per Norma Editorial es va llançar la seva segona edició en format de toms recopilatoris sense periodicitat definida. Al febrer de 2009 Aleta Ediciones va acordar la distribució amb Dolmen Editorial continuant la col·lecció amb el mateix format. Poc després Aleta Ediciones continuaria l'edició d'Invencible, i les seves sèries germanes, en solitari..

## Sinopsi
Markus Sebastian "Mark" Grayson era un noi normal i corrent d'institut. L'única diferència respecte als altres és que el seu pare, Nolan Grayson, és Omni-Man, un dels superherois més poderosos de la Terra i membre del supergrup Els Guardians de la Terra.
A l'edat de 17 anys, Mark comença a desenvolupar superpoders i a treballar com a superheroi sota la tutela del seu pare.
Ocasionalment Mark col·labora amb un supergrup anomenat Teen Team format per Robot, Rex Splode, Dupli-Kate i Atom Eve.

## Creadors
El guionista de tots els números ha estat Robert Kirkman, encara que en alguns números han fet històries de farcit Benito Cereno i Nate Bellegarde. El dibuix ha estat a càrrec de Cory Walker els primers 7 números, a partir dels quals s'ha encarregat Ryan Ottley. El colorista dels cinquanta primers números va ser Bill Crabtree i des de llavors ha passat a les mans de FCO Plascencia.

## Personatges

### Protagonistes
- Mark Grayson: Mark és el protagonista de la sèrie. El seu alter ego dona nom a aquesta. És enganyat pel seu pare quan li explica que era el guardià de la terra i que provenia del planeta Viltrum, que va resultar ser un lloc de despietats amb l'objectiu de dominar la galàxia. El seu pare havia sigut enviat a la terra per preparar-la per a la seva posterior conquesta. En dir-li al seu fill que li ajudi a conquistar-la i que no li importa la seva mare, Mark s'enfada i té una gran baralla amb ell, en la qual el seu pare li deixa gairebé mort abans d'abandonar el planeta per no haver de matar el seu fill. Després d'això, Cecil Stedman li proposa ser substitut del seu progenitor. Ha tingut diverses missions fora de la Terra: vigilant a uns astronautes en Mart, ajudant al seu pare al seu nou planeta, on descobreix que té un germà; i en la Guerra Viltrumita, durant la qual resulta greument ferit per Conquest i passa mesos inconscient i guarint-se sota la cura del seu pare i el seu germà. Ha d'enfrontar-se a versions alternatives de si mateix, però malvats, provinents d'altres realitats paral·leles. Una altra de les seves baralles més recordades és contra Conquest a la Terra, abans de la Guerra Viltrumita. Durant un temps, es va aliar amb el vilà Dinosaurus, ja que estava d'acord amb els seus ideals, però no amb les seves formes. Al final s'acaba adonant que va ser un error i ha de matar-li. Ell i Eve han tingut una filla.
- Samantha Eve Wilkins: El seu alter ego és Atom Eve. Companya de classe de Mark i membre de Teen Team. És el resultat d'un experiment del govern. Té la capacitat de manipular la matèria encara que un bloqueig mental evita que manipuli éssers vius. És la segona parella de Mark després que una versió de l'Eve del futur li expliqui a aquest que sempre ha estat enamorada d'ell i li engresca a fer alguna cosa sobre aquest tema. Cansada de la vida de superheroïna, passa un temps a Àfrica ajudant als desfavorits amb els seus poders. Resulta greument ferida en la lluita contra els invencibles malvats de realitats alternatives, i malgrat que no s'havia recuperat del tot, ajuda Invencible en la seva lluita contra Conquest, resultant letalment ferida, fet que li permet per primera i única vegada manipular matèria viva per regenerar-se. Va tenir un primer embaràs, però va decidir avortar en una llarga absència de Mark. Va tornar a quedar-se embarassada i actualment tenen una filla.
- Nolan Grayson: Més conegut com a Omni-Man, el pare de Mark, un dels superherois més poderosos de la Terra. Va enganyar a tota la humanitat pel que fa a la seva autèntica identitat i intencions. Prové del llunyà planeta Viltrum, que busca expandir el seu imperi per tot l'univers costi el que costi. Així i tot, finalment no és capaç de dur a terme la seva missió i abandona la Terra. En un nou planeta, s'uneix a Andressa, el seu nou amor, que pertany a una espècie que només viu durant nou mesos. Amb ella, reina i té un fill. Després de passar un temps en Talescria, el centre de la Coalició de Planetes, i participar en la Guerra Viltrumita, torna a la Terra, però quan no se li permet quedar-s'hi, es conforma amb la Lluna, on es trasllada juntament amb la seva dona Debbie. Actualment és el líder dels viltrumites, prenent el lloc de Thragg, ja que s'ha descobert que és el fill d'un antic monarca que va ser assassinat per un traïdor.

### Secundaris
- Allen l'Alien: Extraterrestre d'una espècie que va escapar de la destrucció causada pels viltrumites. Actualment és el líder de la Coalició de Planetes. De tots els intents, Allen va ser l'únic fetus que va sobreviure a un experiment genètic que buscava crear un ésser capaç de lluitar contra els viltrumites. El procés li va atorgar superforça, velocitat i increïbles habilitats de curació. Va ser entrenat des de la seva infància per a lluitar i mai va ser derrotat fins a la seva primera baralla amb un viltrumita real. Moment en el qual la seva gent el van rebutjar i el van convertir en un "Oficial d'avaluació de Campions". Així, Allen viatja per l'espai a la recerva d'éssers prou forts per a vèncer-lo i poder usar-los contra els viltrumites.
- Amanda: coneguda també com a Monster Girl, és una heroïna amb l'habilitat de convertir-se en un monstre. Durant un viatge a Europa, li van llançar una maledicció, i cada vegada que passava per la transformació, el seu cos humà es feia més jove. Va tractar d'usar menys els seus poders, però sempre hi havia alguna crisi que requeria l'atenció del seu monstruós alter-ego. Amb el temps, físicament es torna més jove, però mentalment va continuar sent una dona adulta de vint-i-nou anys. Deprimida per la seva condició, Monster Girl va començar a usar imprudentment els seus poders, sense fer cas del mal que s'estava fent a si mateixa.
- Amber Justine Bennett: La primera xicota de Mark. L'abandona perquè la relació no li sembla justa per a ella pels problemes que genera la seva responsabilitat com a superheroi. Requereix de l'ajuda de Mark quan el seu nou xicot li pega.
- Art Rosenbaum: Sastre de superherois i amic personal de la família. Quan Nolan abandona el planeta, ell i Debbie inicien una relació més propera. Gran amic de Mark i el seu conseller.
- Battle Beast: Membre superpoderós d'una espècie alienígena similar a un felí antropomorf. Desitja trobar rivals poderosos amb els quals poder lluitar. Va ser enviat per Allen a combatre el fugitiu Thragg. Mor en la lluita contra Thragg.
- Cecil Stedman: Enllaç amb el govern i director de l'agència Global de Defensa Clandestina. Coordinava els moviments dels superherois, donant també ordres a Omni-Man i, després, a Invencible durant un temps, encara que aquest acaba trencant el tracte en estar en desacord quant a assumptes morals. És assassinat per Robot.
- Debbie Grayson: La mare de Mark i esposa de Nolan. Es pren amb molta calma el tema dels superpoders dels membres de la seva família. Queda destrossada quan el seu marit abandona la Terra, no obstant això acaben reconciliant-se. Accepta sense moltes pegues fer-se càrrec d'Oliver, amb qui s'encapritxa ràpidament.
- Dupli-Kate: Membre del Teen Team i de The Guardians of the Globe. Casada amb l'Immortal, amb qui té dos fills i gaudeix del retir de la vida dels superherois.
- Oliver Grayson: El mitjà-germano alienígena de Mark que usa l'àlies de Kid Omni-Man. Resultat d'una relació del seu pare en fugir de la Terra. L'espècie de la seva mare només viu 9 mesos, així que ell ha heredat la capacitat de créixer molt ràpid. La seva pell, violeta al principi, es va aclarint amb l'edat. Aconsegueix els seus poders molt ràpid. Mor protegint a Terra.
- Rex Splode: Membre del Teen Team i de The Guardians of the Globe. Primer xicot d'Eve, fins que l'enganya amb Dupli-Kate. Mor lluitant contra els invencibles d'altres dimensions.
- Robot: Anomenat en realitat Rudy. Líder del Teen Team. No és en realitat un robot sinó un ésser humà vivint en un tanc de suport vital. Després de la mort de Rex Splode, decideix canviar el seu nom a Rex. Pot controlar amb la seva ment múltiples robots diferents alhora, ocupant-se de diverses tasques. Passa molt temps amb Monster Girl, amb la qual comparteix una història d'amor en la dimensió dels Flaxans, en la qual el temps va a diferent ritme. Només uns anys aquí i més de 700 a la dimensió dels Flaxans. En aquest temps es va convertir en rei dels Flaxan i va lluitar per la pau, mentre que mantenia a ratlla a la família real anterior. Després que Monster Girl li enganyés amb una femella d'una altra espècie tots dos van decidir tornar a la seva dimensió i mantenir el temps que havien passat junts en secret. Corrupte després de la seva experiència, va decidir prendre el control del món, matant a tots els que puguin oposar-se.
- L'Immortal: Líder dels The Guardians of the Globe. Casat amb Dupli-Kate.
- William Francis Clockwell: Company d'habitació de Mark a la universitat i el seu millor amic. És el primer a sortir amb Eve després que ella deixés la seva relació amb Rex. Més tard es revela que és gai i està sortint amb el seu amic Rick.

### Vilans
- Àngstrom Levy: Home amb el poder de viatjar entre realitats paral·leles, d'on recull a totes les versions de si mateix per dur a terme un experiment que li permeti unir totes les seves consciències en un sol cos, per així tenir amplis coneixements sobre totes les realitats. No obstant això, durant l'experiment, interfereix Invencible i succeeix un accident, que ho deixa desfigurat. Així i tot, va complir el seu objectiu. A partir de llavors, se centra a acabar amb invencible, ja que ho culpa de l'accident. En la seva segona aparició, reuneix a tots els invencibles que han resultat ser malvats en les seves respectives realitats i llança un atac per tota la Terra. Eve li convenç que el camí que segueix no és el correcte i es marxa, però és capturat per un dels invencibles alternatius.
- Conquest: Viltrumita que arriba a la Terra amb l'objectiu d'eliminar a Mark. Tenen una cruenta baralla en la qual Atom Eve gairebé mor i Invencible va sortir ferit. Més tard, en la Guerra Viltrumita, té una segona baralla amb Invencible, ferint-ho de gravetat.
- Sequids: Raça parasitaria alienígena amb molt poca intel·ligència. Són esclavitzats pels marcians, ja que a ells no poden controlar-los. Quan s'uneixen a algú prenen la seva consciència i tota l'espècie actua com un sol individu. Quan uns astronautes van a Mart, Rus, un d'ells es queda abandonat allí i és parasitat pels sequids. Llavors els sequids donen ordres als marcians i es dirigeixen a la Terra per dominar-la però són interceptats per Invencible i els seus companys, que alliberen a Rus. No obstant això, una vegada a la Terra diversos sequids surten de l'interior de Rus i tornen a posseir-lo, iniciant un gran pla per envair el món. Tot i donar-los molts problemes, al final són vençuts.
- Thragg: Emperador de Viltrum. És substituït per Nolan i bandejat, condemnat a vagar per l'univers. S'instal·la al mateix planeta en el qual Nolan va conèixer a Andressa, la mare d'Oliver. És perseguit per Battle Beast, que té l'ordre d'eliminar-ho.

## Adaptacions
Gain Enterprises ha fet una adaptació en format d'història audiovisual, vinyeta a vinyeta, que ha estat emès en MTV2 i també descargable en telèfons mòbils..